# Basilica di Notre-Dame (Alençon)

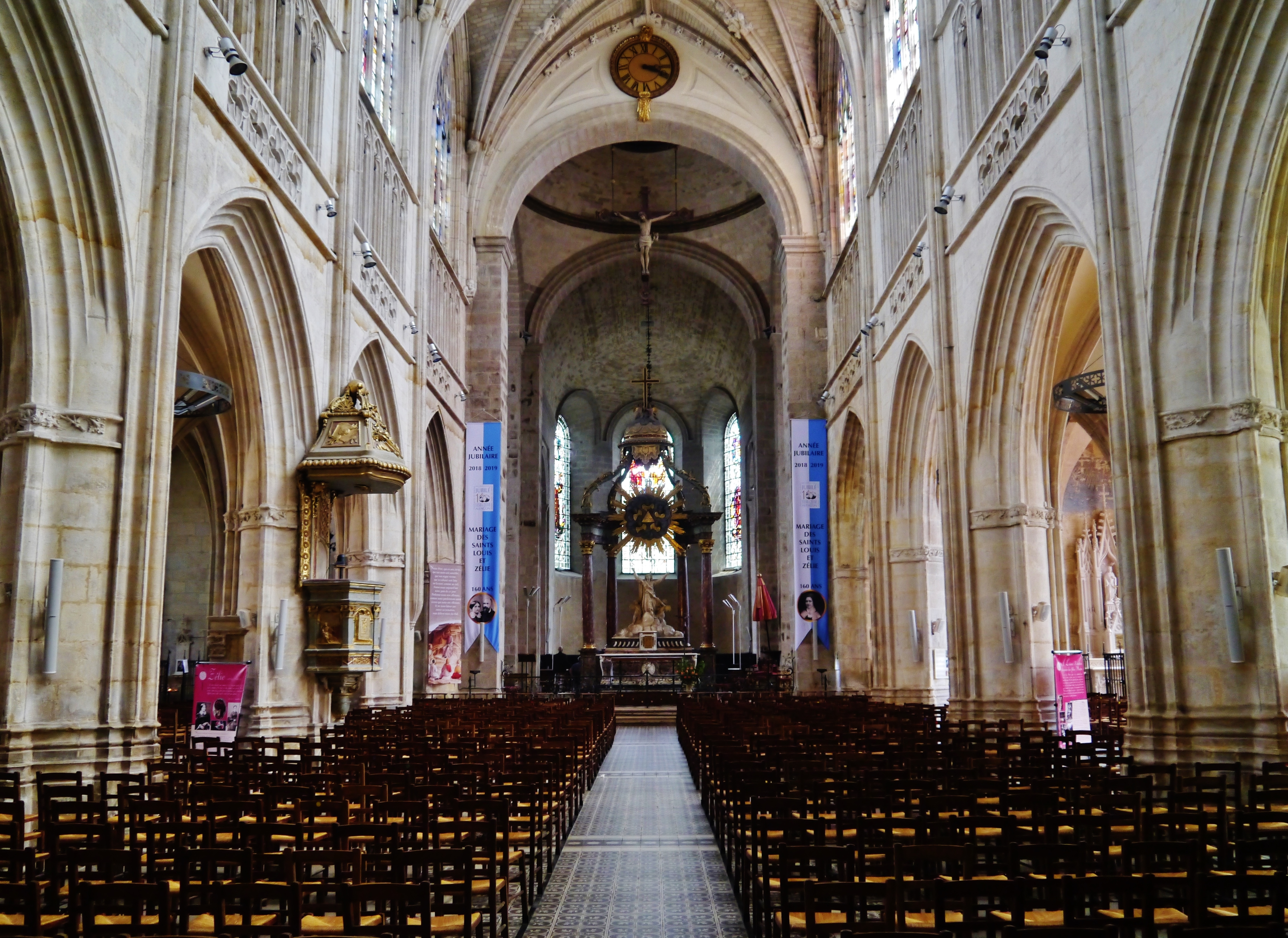
Interno

La basilica di Notra Signora (in francese: Basilique Notre-Dame) è un luogo di culto di Alençon, nel dipartimento francese dell'Orne. La sua costruzione ebbe inizio per disposizione di Carlo III, duca di Alençon nel 1356, ai tempi della guerra dei cento anni, per terminare nel XIX secolo. È monumento storico di Francia dal 1862, e basilica minore dal 10 agosto 2009.

## Storia

### La Famiglia Martin
Luigi e Zélie Martin, genitori di santa Teresa di Lisieux, si sposarono il 13 luglio 1858 nella basilica di Notre-Dame d'Alençon.
Santa Teresa di Lisieux vi ha ricevuto il sacramento del battesimo il 4 gennaio 1873, due giorni dopo la propria nascita. Le vesti indossate in questa cerimonia sono esposte nella chiesa. Si può anche apprezzare una vetrata contemporanea rappresentante la cerimonia. I funerali di Zélie Martin vi furono celebrati nel 1877.
Dopo la beatificazione della coppia Martin il 19 ottobre 2008 a Lisieux, in questa chiesa vi furono pellegrinaggi sempre più numerosi. Fu così che la chiesa di Notre-Dame d'Alençon fu ufficialmente elevata al rango di basilica minore da papa Benedetto XVI, il 10 agosto 2009. Quanto a Luigi e Zélie Martin, furono canonizzati il 18 ottobre 2015 da papa Francesco.

### Marcel Denis
Il beato martire Marcel Denis M.E.P. (1919-1961), nato ad Alençon, vi si recò spesso con la sua famiglia. Egli celebrò un'ultima messa ad Alençon nel marzo 1946 prima di lasciare la Francia per il Laos nella cappella del battistero al fine di marcare la propria devozione a santa Teresa del Bambino Gesù, patrona delle missioni.

## Descrizione
Questo edificio gotico possiede una navata a cinque campate del XV secolo, inizio XVI, di stile gotico fiammeggiante. A seguito d'un incendio, il coro, il transetto e il campanile sono stati ricostruiti tra il 1745 e il 1762. La lanterna (verso il 1750) è opera dell'architetto-ingegnere Jean-Rodolphe Perronet. Il suo triplo portale è opera di Jean Lemoine.
Nella basilica si trovano due organi a canne. Quello principale, situato sulla cantoria in controfacciata, è stato realizzato da Jean Daldosso nel 2016 all'interno della preesistente cassa lignea risalente al 1537; a trasmissione mista, dispone di 33 registri su tre manuali e pedale. Un secondo strumento si trova a pavimento nel transetto, è di autore ignoto, risale al 1890 circa ed ha 18 registri su due manuali e pedale.